# Bircat haMazon
Bircat haMazon, Bircat Hamazon ou Bênção dos Alimentos (em hebraico ברכת המזון) é um conjunto de bênçãos que a Halachá estabelece para serem pronunciadas após uma refeição que inclua pão ou matzot, feitos a partir de trigo, cevada, centeio ou aveia.